# Grauwe trechterzwam
De grauwe trechterzwam (Spodocybe trulliformis) is een schimmel behorend tot de familie Hygrophoraceae. Op voedselrijke grond in loofbossen, bij voorkeur langs bermen. Hij leeft saprotroof, op bladeren van eik (Quercus) in duinzand. 

## Kenmerken
De hoed is klein, viltig geschubd en bruingrijs van kleur. De lamellen zijn aflopend en soms gevorkt. De sporenprint is wit.
De sporen meten 5-7,5 × 3-4 µm en zijn vaak aan elkaar geplakt.

## Verspreiding
In Nederland komt de grauwe trechterzwam zeer zeldzaam voor. Hij staat op de rode lijst in de categorie 'ernstig bedreigd'.